# Mesochorus lacus
Mesochorus lacus är en stekelart som beskrevs av Schwenke 1999. Mesochorus lacus ingår i släktet Mesochorus och familjen brokparasitsteklar. Inga underarter finns listade i Catalogue of Life.